# کچلی‌قایه
کچلی‌قایه (ترکی آذربایجانی: Keçiliqaya) یک منطقهٔ مسکونی در جمهوری آرتساخ است که در استان شاهومیان واقع شده‌است.